# Origanum cyrenaicum
Origanum cyrenaicum là một loài thực vật có hoa trong họ Hoa môi. Loài này được Bég. & Vacc. mô tả khoa học đầu tiên năm 1913.